# 任凌云
任凌云（1931年10月—2020年9月21日），男，河南嵩县人，中华人民共和国政治人物，曾任四川省高级人民法院院长，四川省人大常委会副主任。

## 生平
1947年11月参加革命工作，任河南嵩县源赵区公所工作队员。1948年在中国人民解放军中原军政大学学习，后分配到11军政治部保卫部工作。1949年4月，随军渡江南下，后进军西南，在四川省万县市公安局工作。1955年调至四川省高级人民法院工作，文化大革命期间受到冲击。1978年10月，任四川省高级人民法院副院长。1980年9月至1981年3月，被全国人大常委会任命为最高人民法院特别法庭审判员，参加林彪、江青反革命集团案的审判。1981年8月至1982年8月被借调到中共中央政法委员会工作。1983年4月，在四川省第六届人民代表大会第一次会议上当选为四川省高级人民法院院长。1993年2月，当选四川省第八届人民代表大会常务委员会副主任（1996年升为常务副主任）。1993年、1998年曾被最高人民法院聘为咨询委员会委员和督导员。1999年11月离休。2020年9月21日在成都逝世。